# جوشوا بي. برادبري
جوشوا بي. برادبري (بالإنجليزية: Joshua B. Bradbury)‏ هو فلاح وسياسي أمريكي، ولد في 9 فبراير 1849، وتوفي في 22 يناير 1918. حزبياً، نشط في الحزب الجمهوري. وقد انتخب عضو جمعية ولاية ويسكونسن.